# 塩嶺御野立記念祭

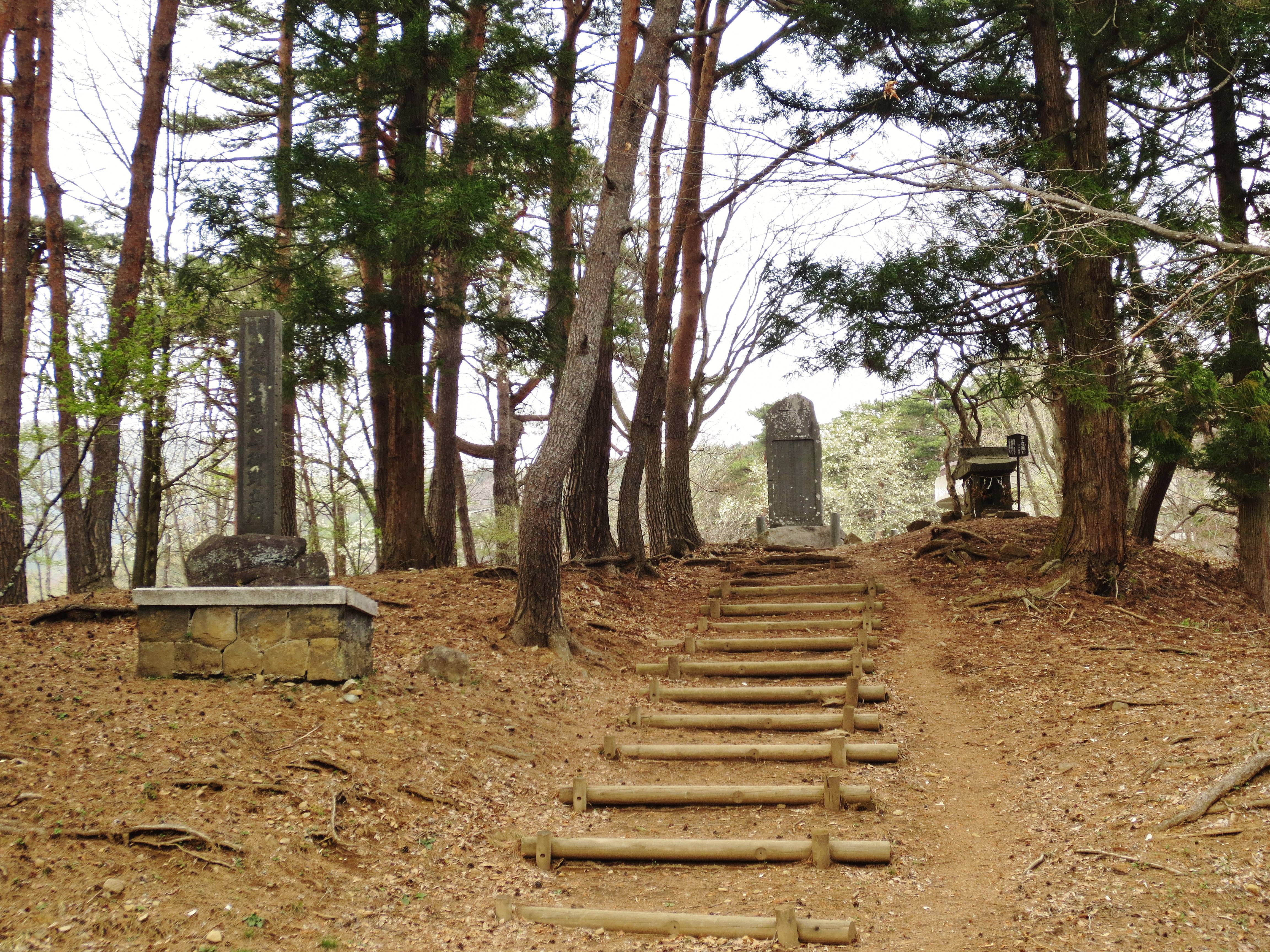
塩嶺御野立公園

塩嶺御野立記念祭（えんれいおのだちきねんさい）は、長野県の塩尻峠（岡谷市側）にある塩嶺御野立公園で行われる祭り。明治天皇が1880年（明治13年）6月に、昭和天皇が1947年（昭和22年）10月14日に、それぞれ塩尻峠を巡幸したことを記念するもの。「日本一短い祭り」と言われている。

## 塩嶺御野立公園
塩尻峠はかつての中山道が通っており、諏訪盆地（岡谷市側）と松本盆地（塩尻市側）を繋いでいる。現在の国道20号は標高1000m付近で峠を越えているが、1889年（明治22年）以前の旧中山道は国道20号よりも北寄りの1055m地点を通っていた。

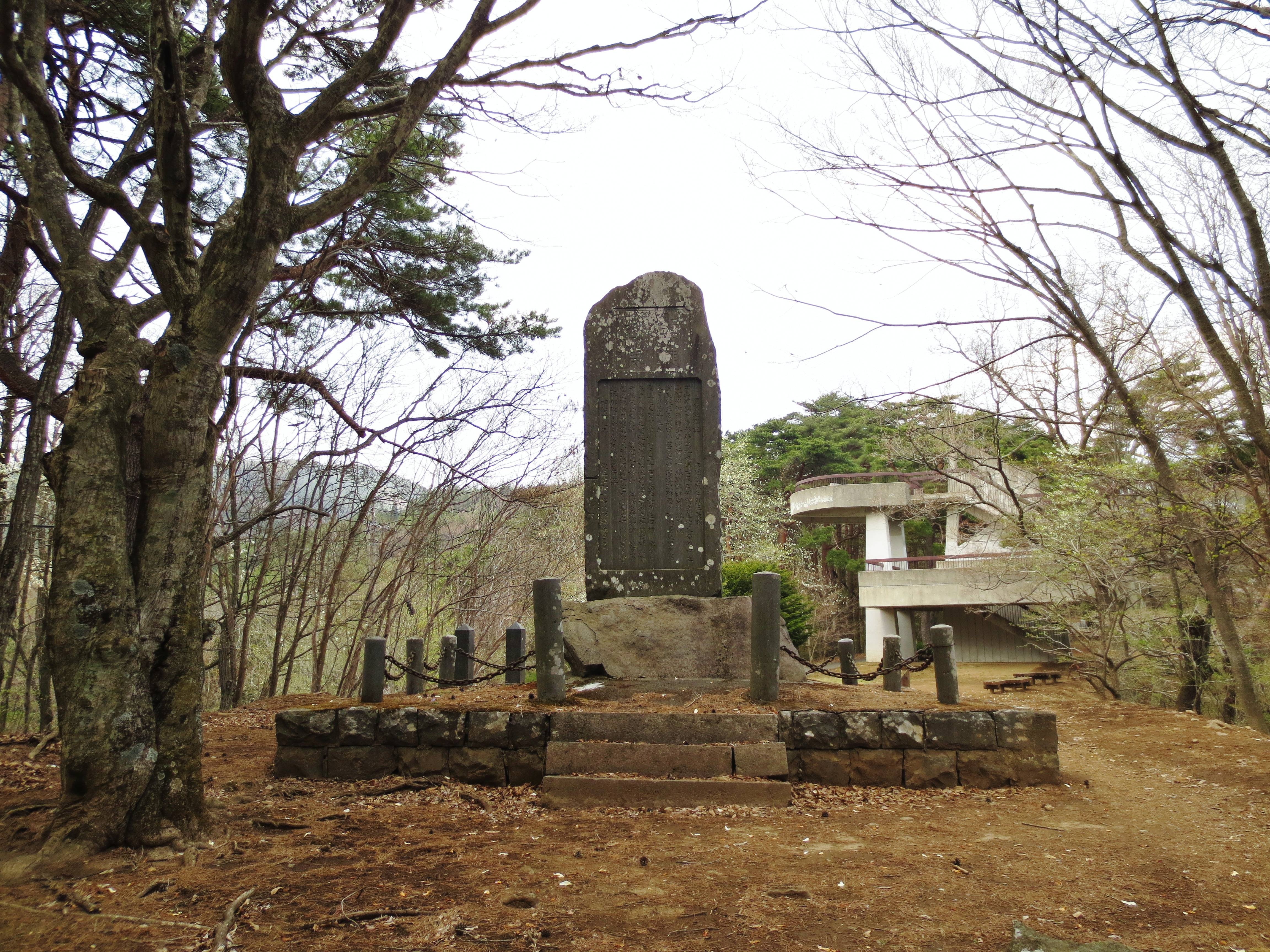
巡幸記念碑

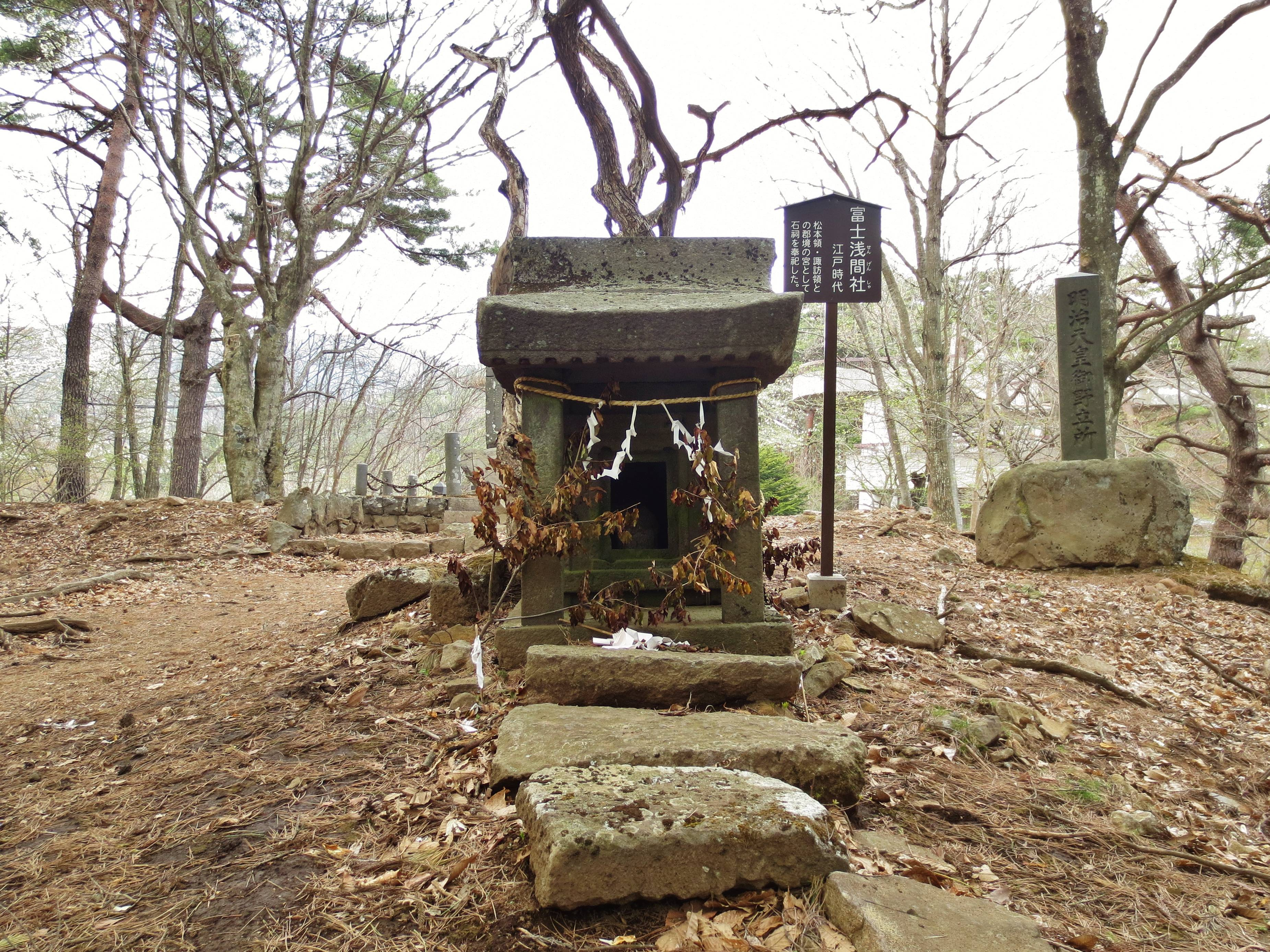
巡幸記念碑の側に建つ富士浅間社

1880年（明治13年）6月24日に明治天皇が巡幸の際に旧塩尻峠に立ち寄っており、翌25日には塩尻市内の旧本山宿の行在所に宿泊しており、それを記念して旧峠付近は「塩嶺御野立公園」として展望台などが整備されている。

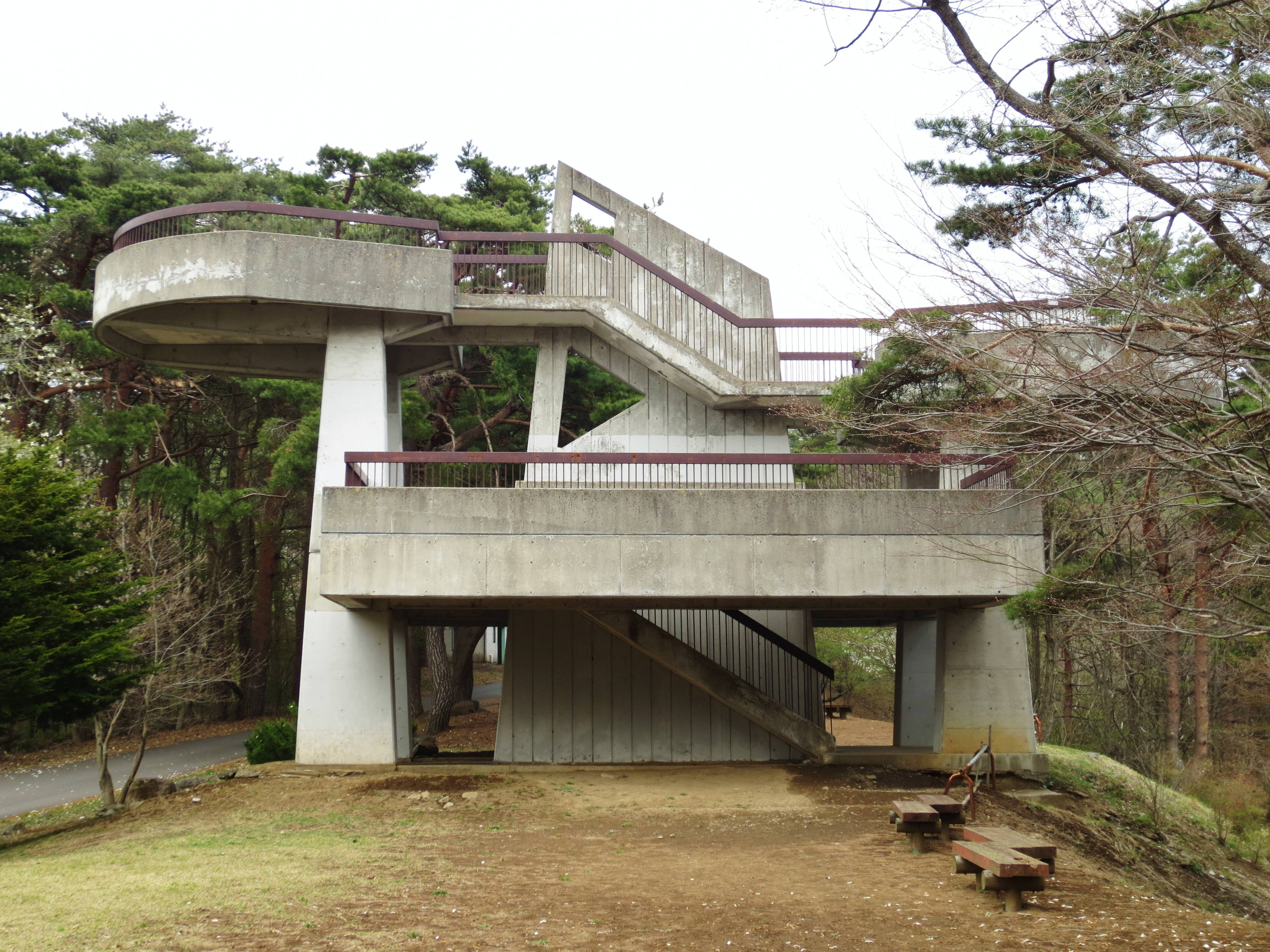
展望台

この展望台からは諏訪湖や富士山、南アルプス、八ヶ岳連峰を望み（「関東の富士見百景」）、野鳥も多いことから「日本の音風景100選」（塩嶺の小鳥のさえずり）にも選出されている。

## 記念祭
旧峠は現在の岡谷市と塩尻市の市境にあたっており、両市では関係者の交流のために、年に2回「塩嶺御野立記念祭」を行っている。この祭礼は1915年（大正4年）に旧峠に明治天皇の巡幸記念碑を設置した時から行われているもので、春は6月24日の明治天皇巡幸日にあわせて行なわれ、岡谷市が担当する。1947年（昭和22年）10月14日には昭和天皇がここに立ち寄っており、これを記念した秋の祭りは塩尻市が主催する。
祭りは明治天皇が訪れた時間に合わせて午前10時に一礼するしきたりになっている。両市の職員、議員、商工会関係者、住民などが並んで記念碑の前で「一同、礼」頭を下げると祭りは終わる。2015年（平成27年）、2016年（平成28年）の祭礼は春秋とも20秒で終わり、「日本一短い祭り」とされている。終了後は、周辺で参加者の懇親会が開かれている。

## 式次第
1. 整列
2. 一同「礼」
3. 解散

## 周辺の行幸史蹟
峠の東側、塩尻市柿沢の茶屋本陣跡付近には「明治天皇塩尻嶺御膳水」碑、国道20号付近にかかる「塩尻峠歩道橋」付近から峠の登り口に「明治大帝御野立所入口」碑が建立されている。